# Ranchi
Ranchi (Hindi राँची, Rā̃cī) ist die Hauptstadt des indischen Bundesstaates Jharkhand.
Sie liegt auf dem Chota-Nagpur-Plateau und zählt über eine Million Einwohner (Volkszählung 2011). In der Stadt gibt es Zement- und Schwerindustrie. Das Oberste Gericht des Bundesstaates hat hier seinen Sitz, außerdem besitzt die Stadt eine Universität. Neben zahlreichen Tempeln und Moscheen findet sich in Ranchi auch die St. Mary’s Cathedral, der Sitz des Erzbistums Ranchi.
In Ranchi befindet sich das Birla Institute of Technology und der High Court of Jharkhand, das oberste Gericht des Bundesstaats.

## Demografie
Die Einwohnerzahl der Stadt liegt laut der Volkszählung von 2011 bei 1.073.427. Ranchi hat ein Geschlechterverhältnis von 921 Frauen pro 1000 Männer und damit einen für Indien üblichen Männerüberschuss. Die Alphabetisierungsrate lag bei 87,37 % im Jahr 2011. Knapp 64 % der Bevölkerung sind Hindus, ca. 16 % sind Muslime, ca. 9 % sind Christen und ca. 11 % gehören einer anderen oder keiner Religion an. 11,8 % der Bevölkerung sind Kinder unter 6 Jahren. 20,2 % der Bevölkerung sind Scheduled Tribes.
| Zensusjahr | Einwohnerzahl |
| ---------- | ------------- |
| 1991       | 599.306       |
| 2001       | 847.093       |
| 2011       | 1.073.427     |

## Klima
|                       | Jan  | Feb  | Mär  | Apr  | Mai  | Jun   | Jul   | Aug   | Sep   | Okt   | Nov  | Dez  |   |         |
| Mittl. Tagesmax. (°C) | 23,0 | 25,9 | 31,3 | 35,5 | 37,2 | 33,6  | 29,3  | 28,9  | 29,1  | 28,5  | 26,0 | 23,3 | ⌀ | 29,3    |
| Mittl. Tagesmin. (°C) | 9,9  | 12,6 | 17,0 | 21,4 | 23,6 | 23,7  | 22,6  | 22,4  | 21,8  | 18,9  | 13,9 | 10,1 | ⌀ | 18,2    |
|                       |      |      |      |      |      |       |       |       |       |       |      |      |   |         |
| Niederschlag (mm)     | 20,3 | 25,7 | 20,0 | 40,1 | 55,7 | 215,7 | 337,3 | 324,1 | 263,8 | 104,3 | 15,3 | 5,9  | Σ | 1.428,2 |
|                       |      |      |      |      |      |       |       |       |       |       |      |      |   |         |
| Regentage (d)         | 2,9  | 4    | 3,7  | 4,3  | 7,3  | 13,2  | 22,5  | 21,1  | 15,5  | 6     | 1,2  | 1,2  | Σ | 102,9   |

| 9,9 |

| 12,6 |

| 17,0 |

| 21,4 |

| 23,6 |

| 23,7 |

| 22,6 |

| 22,4 |

| 21,8 |

| 18,9 |

| 13,9 |

| 10,1 |

| 9,9 |

| 12,6 |

| 17,0 |

| 21,4 |

| 23,6 |

| 23,7 |

| 22,6 |

| 22,4 |

| 21,8 |

| 18,9 |

| 13,9 |

| 10,1 |

## Persönlichkeiten

### In Ranchi geboren
- Rashmi Grashorn (* 1988), deutsche Politikerin (Bündnis 90/Die Grünen)